# In the Headlines
In the Headlines è un film del 1929 diretto da John G. Adolfi che venne girato muto ma a cui vennero aggiunte scene parlate, sonorizzazione e effetti sonori.

## Trama
Incaricato di seguire il caso di un doppio omicidio, il famoso inviato Nosey Norton non riesce a cavare un ragno dal buco. Così, il suo capo gli affianca nelle indagini la giovane Anna Lou Anderson, una ragazza che è appena uscita dall'università, laureata in giornalismo. Nosey è giunto alla conclusione che i due broker si siano uccisi l'un l'altro o che siano stati uccisi a causa di una donna. Crede anche che Parker, il loro capo, sia coinvolto in qualche modo nel caso. Alice Adair, la sorellastra di Nosey, gli offre una grossa somma se se ne andrà fuori città insieme a Anna Lou. Nosey rifiuta e la giovane giornalista viene rapita. Convinto che Alice e Parker lo abbiano rapito per persuaderlo ad accettare quei soldi, Nosey si reca nell'appartamento di Parker, arrivando in tempo per evitare che Anna beva una bevanda drogata. Anna Lou gli dice che Kernell, uno dei mediatori, ha ucciso il suo socio, Randall, e subito dopo è stato ucciso a sua volta da Parker. Parker e Alice vengono condannati, mentre Nosey e Anna vengono ricompensati con una luna di miele gratis.

## Produzione
Il film fu prodotto dalla Warner Bros. con il nome The Vitaphone Corporation.

## Distribuzione
Il copyright del film, richiesto dalla WB, fu registrato il 9 agosto 1929 con il numero LP584.
Distribuito dalla Warner Bros., il film uscì nelle sale cinematografiche statunitensi il 31 agosto 1929 in versione sonora. Il 26 ottobre 1929, il film uscì in sala anche nella versione muta.
Non si conoscono copie ancora esistenti della pellicola che viene considerata presumibilmente perduta.